# Adlet Tiulubajew
Adlet Amangieldijewicz Tiulubajew (ros. Адлет Амангельдиевич Тюлюбаев;ur. 27 listopada 1995) – rosyjski zapaśnik walczący w stylu klasycznym. Zajął 39. miejsce na mistrzostwach świata w 2023. Brązowy medalista mistrzostw Europy w 2024 roku.
Wicemistrz Rosji w 2022; trzeci w 2016 i 2023 roku.